# Эль-Семильеро
Эль-Семильеро (исп. El Semillero) — населённый пункт сельского типа в юго-западной части Уругвая, в департаменте Колония.

## География
Эль-Семильеро расположен на дороге № 50, примерно на полпути между пересечением с национальным шоссе № 1 и небольшим городком Тарарирас. Населённый пункт находится примерно в 24 км от административного центра департамента, города Колония-дель-Сакраменто. Абсолютная высота — 40 метров над уровнем моря.

## Население
Население по данным на 2011 год составляет 600 человек.
| Год  | Население |
| ---- | --------- |
| 1963 | 271       |
| 1975 | 342       |
| 1985 | 468       |
| 1996 | 375       |
| 2004 | 523       |
| 2011 | 600       |

Источник: Instituto Nacional de Estadística de Uruguay